# Кешена (Висконсин)
Кешена (енгл. Keshena) насељено је место без административног статуса у америчкој савезној држави Висконсин.

## Демографија
По попису из 2010. године број становника је 1.262, што је 132 (-9,5%) становника мање него 2000. године.
| Група             | 2000.     | 2010.     |
| Белци             | 42 (3,0%) | 32 (2,5%) |
| Афроамериканци    | 2 (0,1%)  | 1 (0,1%)  |
| Азијати           | 0 (0,0%)  | 0 (0,0%)  |
| Хиспаноамериканци | 38 (2,7%) | 83 (6,6%) |
| Укупно            | 1.394     | 1.262     |